# Mysia Sulci
I Mysia Sulci sono una struttura geologica della superficie di Ganimede.